# 仏海庵
仏海庵（ぶっかいあん）は、高知県室戸市佐喜浜の国道55線から１本中に入った市道の自治会館の横にある番外霊場である。

## 概要
仏海は伊予北条市に生まれ、宝暦10年(1760年）この地に駐錫し庵を起こし、困窮する遍路を救い、衆生の教化に尽くした。宝篋印塔を建て明和6年旧11月塔下暗室で即身成仏した。70歳のときである。生前、全国を巡り、四国八十八ケ所巡拝は24回に及び彫刻は三千体に達したと云われる。。宝篋印塔は建物の裏口から外に出た所にある。

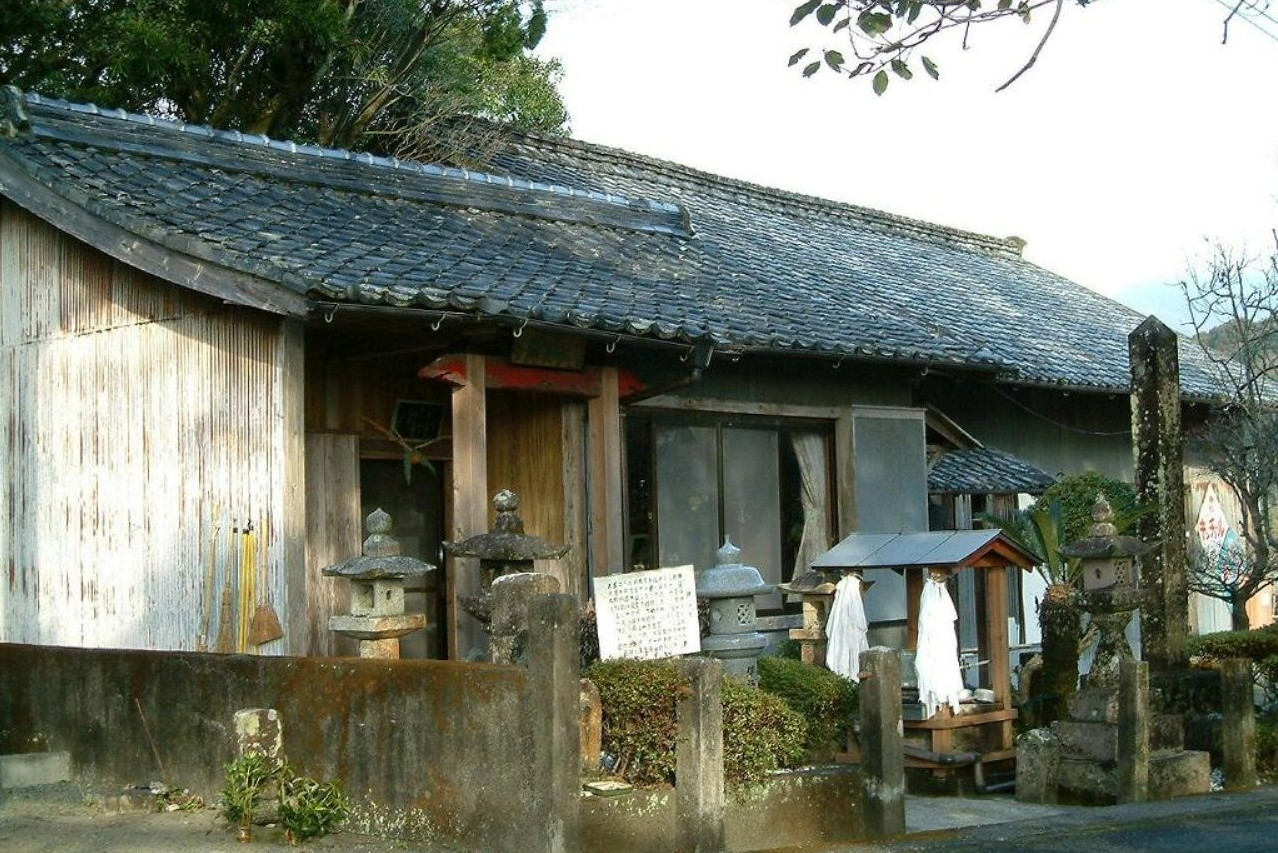
元の建物
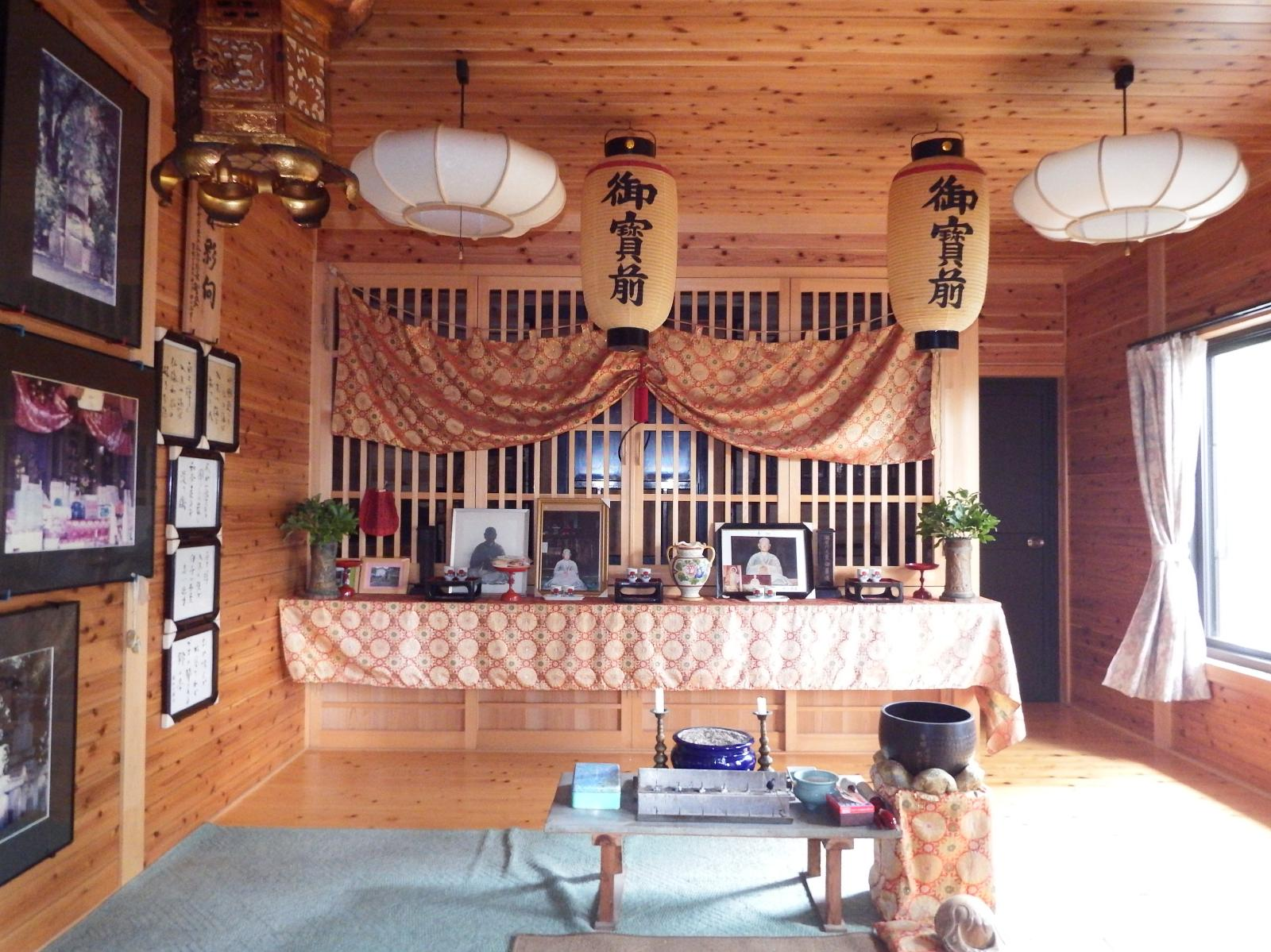
現在の内陣
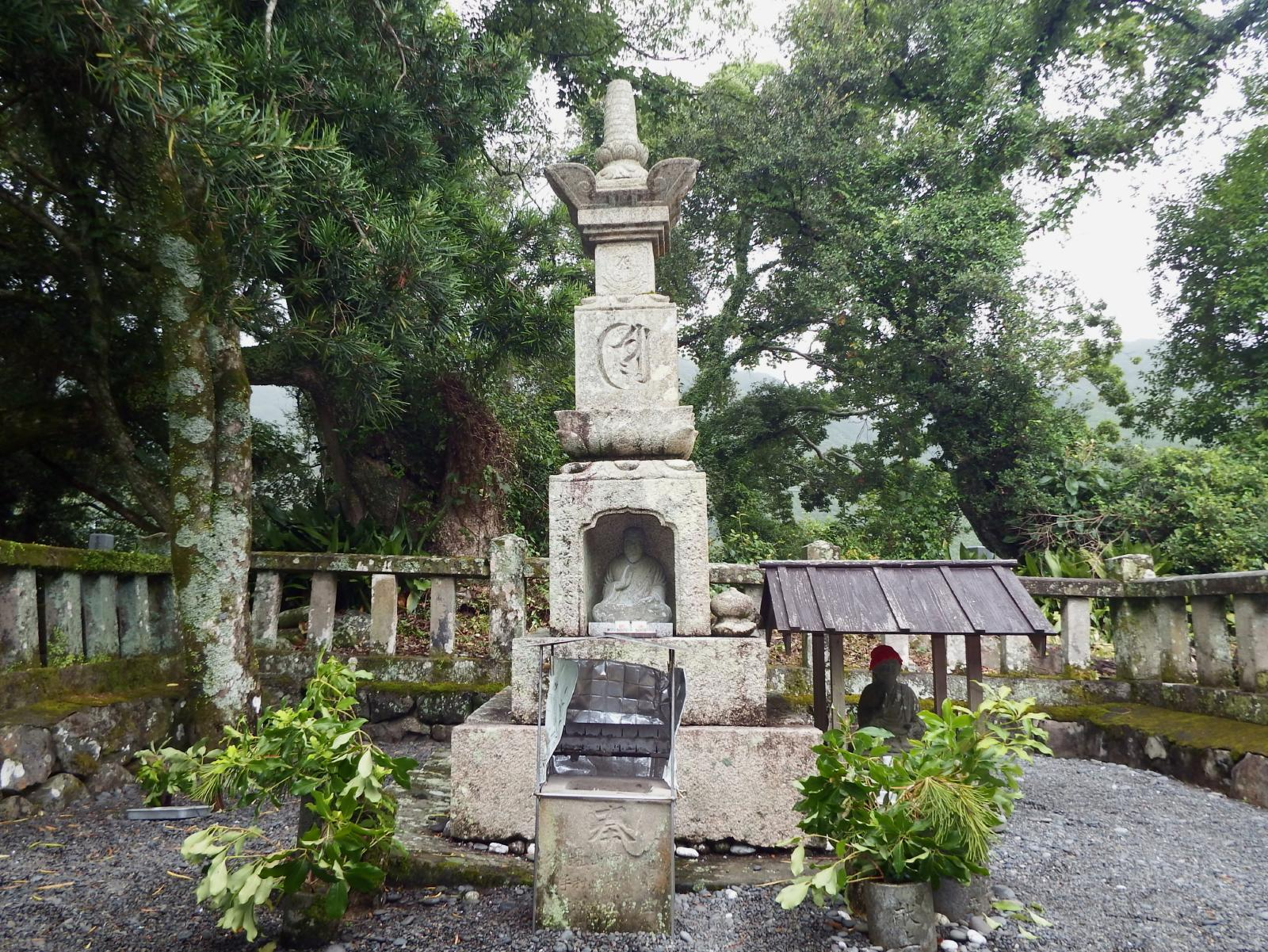
宝篋印塔